# New York Yankees
De New York Yankees is een Amerikaanse honkbalclub uit de Bronx, New York. Ze spelen in de Eastern Division van de American League. Het thuisstadion is Yankee Stadium.
De aartsrivalen van de New York Yankees zijn de Boston Red Sox.

## Geschiedenis
De New York Yankees zijn sinds de jaren 1920 een van de beroemdste en meest succesvolle clubs in de Amerikaanse beroepssport.
De Yankees werden opgericht in 1901 in Baltimore, Maryland. Daar speelden ze onder de naam Baltimore Orioles (het huidige team uit Baltimore gebruikt nu die naam). Begin 1903 kochten Frank Farrell en Bill Devery de club voor de American League en verhuisde het team naar Manhattan. Tot en met 1912 was het team bekend onder de naam New York Highlanders.  
Omdat de Highlanders uitkwamen in de American League noemden velen de ploeg NY Americans maar de pers gebruikte veelal de naam Yankees of Yanks om plaats te besparen. In 1913 verhuisde het team naar het stadion waar de toen nog in New York spelende San Francisco Giants speelden, en noemde zich vanaf dat moment New York Yankees.
Op 18 april 1923 werd het nieuwe stadion in de Bronx geopend. 70.400 toeschouwers zagen de eerste partij in het nieuwe stadion, Babe Ruth sloeg er de eerste homerun. De Yankees wonnen de World Series, de hoogste titel in het Amerikaanse honkbal sindsdien 27 keer, met de laatste overwinning in 2009. Daarmee heeft de club de meeste titels van alle Amerikaanse clubs die meespelen bij de profs in de Major League Baseball. Daarnaast wonnen de Yankees 40 keer de American League en speelden men evenzoveel World Series finales. De Eastern Division van de American League werd 18 keer gewonnen, de laatste maal in 2012.
Het eerste succes in de American League hadden de Yankees in 1921 onder de manager Miller Huggins. In de World Series verloren ze echter van de Giants. Ook in 1922 en 1923 wonnen de "Bronx Bombers" de American League. In 1922 verloren ze in de World Series opnieuw van de Giants, maar in 1923 lukt het om van de Giants te winnen.
In 1926 wonnen ze opnieuw de American League, in de World Series werd toen verloren van de St. Louis Cardinals.
Het team van de New York Yankees uit 1927 wordt door vele honkbalexperts nog steeds gezien als een van de sterkste teams aller tijden. In dat seizoen wonnen ze 110 keer tegenover 44 nederlagen. In de World Series werd dat jaar met 4 - 0 van de Pittsburgh Pirates gewonnen. Het seizoen 1928 verliep vergelijkbaar. In de World Series gingen toen de St. Louis Cardinals tegen de Yankees onderuit.
In 1929 waren de Yankees de eersten die rugnummers op hun shirts hadden. Het eerstvolgende succes in de World Series kwam echter weer in 1932. Joe McCarthy was manager geworden, en met hem begon een tweede serie succesjaren, 1932 - 1946, met zeven World Series overwinningen uit acht finales:
- In 1932 een 4 - 0 overwinning tegen de Chicago Cubs.
- In 1936 een 4 - 2 overwinning tegen de New York Giants.
- In 1937 opnieuw een overwinning tegen de New York Giants.
- In 1938 weerom een overwinning tegen de Chicago Cubs.
- In 1939 een 0 - 4 overwinning op de Cincinnati Reds.
- In 1941 een 4 - 1 overwinning op de Brooklyn Dodgers.
- In 1942 de enige nederlaag in de World Series onder Joe McCarthy: 1 - 4 tegen de St. Louis Cardinals.
- In 1943 een revanche tegen de Cardinals.

In 1947, onder de nieuwe manager Bucky Harris, werden de Yankees opnieuw World Series kampioen. Deze keer tegen de Brooklyn Dodgers. De onderlinge wedstrijden van deze twee New Yorkse teams worden wel de Subway Series genoemd.
Van 1949 tot 1960 was Casey Stengel de manager van de Yankees. In deze periode waren er zeven titels in de World Series en drie overwinningen in de American League.
- In 1949, 1952, 1953 en 1956 overwinningen op de Brooklyn Dodgers.
- In 1950 een overwinning op de Philadelphia Phillies.
- In 1951 winst tegen de New York Giants.
- In 1958 een overwinning op de Milwaukee Braves (die het jaar daarvoor nog kampioen waren).
- In 1960 een krappe 3 - 4 nederlaag tegen de Pittsburgh Pirates.

De volgende manager was Ralph Houk (1961 - 1963). In de eerste twee jaar onder hem werd in de World Series achtereenvolgens gewonnen van de Cincinnati Reds en de San Francisco Giants; in 1963 was er echter een duidelijke 0 - 4 nederlaag tegen de Los Angeles Dodgers.
Het duurde vervolgens tot 1976 voordat de successen terugkwamen. In 1976 werd, onder manager Billy Martin, de finale nog verloren (0 - 4 tegen de Cincinnati Reds), maar in 1977 en 1978 was er winst tegen de Los Angeles Dodgers. In 1980 en 1981 bereikten ze nog de play-offs, maar daarna wilde het niet lopen.
In 1994 speelden de Yankees, onder manager Buck Showalter, een uitstekend seizoen, maar de spelersstaking was er de oorzaak van dat er, voor het eerst in 90 jaar, geen kampioen was.
Van 1996 tot en met 2007 is Joe Torre manager van de club en sindsdien nemen de Yankees weer regelmatig aan de World Series deel.
- In 1996 een 4 - 2 winst tegen Atlanta Braves.
- In 1998 een 4 - 0 winst tegen de San Diego Padres.
- In 1999 een 4 - 0 winst tegen de Atlanta Braves.
- In 2000 een 4 - 1 winst tegen de New York Mets.
- In 2001 een 3 - 4 verlies tegen de Arizona Diamondbacks.
- In 2003 een 2 - 4 verlies tegen de Florida Marlins.

Joe Torre wordt begin 2008 opgevolgd door Joe Girardi als manager van de Yankees. Ook in 2008 speelden de Yankees voor het laatst in het oude Yankee Stadium om op 3 april het nieuwe Yankee Stadium te openen met een wedstrijd tegen de Chicago Cubs.
Onder Girardi winnen de Yankees in 2009 de 40e American League en 27e World Series titel. De Yankees waren met 4 - 2 te sterk voor de Philadelphia Phillies.
In 2011 en 2012 wist men de American League East te winnen. Het zijn tot op heden (voorlopig) de laatste titels.

## Yankees Hall Of Famers
Van 1901 t/m 1902 als Baltimore Orioles, van 1903 t/m 1912 als New York Highlanders, en van 1913 t/m heden als New York Yankees. 

Tussen haakjes: jaren actief bij de club.
| Speler - Frank Baker (1916 - 1919, 1921 - 1922) - Wade Boggs (1993 - 1997) - Frank Chance (1913 - 1914 als speler / manager) - Jack Chesbro (1903 - 1909) - Earle Combs (1924 - 1935) - Stan Coveleski (1928) - Bobby Cox (1968 - 1969) - Bill Dickey (1928 - 1943, 1946) - Joe DiMaggio (1936 - 1942, 1946 - 1951) - Leo Durocher (1925, 1928 - 1929) - Whitey Ford (1950, 1953 - 1967) - Lou Gehrig (1923 - 1939) - Lefty Gomez (1930 - 1942) - Goose Gossage (1978 - 1983) - Clark Griffith (1903 - 1907 als speler / manager) - Burleigh Grimes (1934) - Rickey Henderson (1985 - 1989) - Waite Hoyt (1921 - 1930) - Jim Hunter (1975 - 1979) - Reggie Jackson (1977 - 1981) - Randy Johnson (2005 - 2006) | - Willie Keeler (1903 - 1909) - Tony Lazzeri (1926 - 1937) - Mickey Mantle (1951 - 1968) - Bill McKechnie (1913) - Johnny Mize (1949 - 1953) - Mike Mussina (2001 - 2008) - Phil Niekro (1984 - 1985) - Herb Pennock (1923 - 1933) - Gaylord Perry (1980) - Tim Raines (1996 - 1998) - Branch Rickey (1907) - Mariano Rivera (1995 - 2013) - Phil Rizzuto (1941 - 1942, 1946 - 1956) - Iván Rodríguez (2008) - Red Ruffing (1930 - 1942, 1945 - 1946) - Babe Ruth (1920 - 1934) - Joe Sewell (1931 - 1933) - Enos Slaughter (1954 - 1959) - Dazzy Vance (1915, 1918) - Paul Waner (1944 - 1945) - Dave Winfield (1981 - 1988, 1990) | Manager / Coach - Yogi Berra (1964, 1984 - 1985, Coach 1976 - 1983) - Frank Chance (1913 - 1914) - Bill Dickey (1956) - Clark Griffith (1903 - 1908) - Bucky Harris (1947 - 1948) - Miller Huggins (1918 - 1929) - Bob Lemon (1978 - 1979, 1981 - 1982) - Joe McCarthy (1931 - 1946) - Casey Stengel (1949 - 1960) - Joe Torre (1996 - 2007) General Manager - Ed Barrow (1921 - 1939) - Larry MacPhail (1945 - 1947) - Lee MacPhail (1967 - 1973) - George Weiss (1932 - 1947) Executive - Ed Barrow (1939 - 1944) - Larry MacPhail (1945 - 1947) - Lee MacPhail (1945 - 1958) - Jacob Ruppert (1915 - 1939) - George Weiss (1948 - 1960) |

## Overige bekende oud Yankees spelers
| - Robinson Cano (2005 - 2013) - Roger Clemens (1999 - 2003, 2007) - Derek Jeter (1995 - 2014) - Hideki Matsui (2003 - 2009) | - CC Sabathia (2009 - 2019) - Tino Martinez (1996 - 2001, 2005) - Jorge Posada (1995 - 2011) - Andy Pettitte (1995 - 2003, 2007 - 2010, 2012 - 2013) | - Alex Rodriguez (2004 - 2013, 2015 - 2016) - Alfonso Soriano (1999 - 2003, 2013 - 2014) - Mark Teixeira (2009 - 2016) - Bernie Williams (1991 - 2006) |

## Contact
- New York Yankees, Yankee Stadium, 1 East 161st Street, Bronx, NY 10451 (U.S.A.)

## Front Office
- Owner(s): Yankee Global Enterprises / Chairperson & Principal Owner: George M. Steinbrenner III (1930 - 2010)
- Managing General Partner / Co-Chairperson: Hal Steinbrenner
- General Partner / Co-Chairperson: Henry G. Steinbrenner
- Manager: Aaron Boone
- General Manager: Brian Cashman
- President of Baseball Operations: Randy Levine

## Erelijst
Van 1901 t/m 1902 als Baltimore Orioles, van 1903 t/m 1912 als New York Highlanders, en van 1913 t/m heden als New York Yankees.
- Winnaar World Series (27×): 1923, 1927, 1928, 1932, 1936, 1937, 1938, 1939, 1941, 1943, 1947, 1949, 1950, 1951, 1952, 1953, 1956, 1958, 1961, 1962, 1977, 1978, 1996, 1998, 1999, 2000, 2009
- Runners-up World Series (14×): 1921, 1922, 1926, 1942, 1955, 1957, 1960, 1963, 1964, 1976, 1981, 2001, 2003, 2024
- Winnaar American League (41×): 1921, 1922, 1923, 1926, 1927, 1928, 1932, 1936, 1937, 1938, 1939, 1941, 1942, 1943, 1947, 1949, 1950, 1951, 1952, 1953, 1955, 1956, 1957, 1958, 1960, 1961, 1962, 1963, 1964, 1976, 1977, 1978, 1981, 1996, 1998, 1999, 2000, 2001, 2003, 2009, 2024
- Winnaar American League East (21×): 1976, 1977, 1978, 1980, 1981, 1996, 1998, 1999, 2000, 2001, 2002, 2003, 2004, 2005, 2006, 2009, 2011, 2012, 2019, 2022, 2024
- Winnaar American League Wild Card (van 1994 t/m heden) (7×): 1995, 1997, 2007, 2010, 2017, 2018, 2020
- American League Wild Card Game (van 2012 t/m 2019 en 2021) (4×): 2015, 2017, 2018, 2021
- American League Wild Card Series (2020 en sinds 2022) (1×): 2020

## Actuele 40-Man Roster

Cap Logo

✚ Op het inactive roster | ✚✚ Op de 60-day disabled list

Per 26 oktober 2017
| Pitchers - 68 Dellin Betances - 85 Luis Cessa ++ - 54 Aroldis Chapman - 50 Giovanny Gallegos - 34 Jaime García - 64 Domingo Germán - 55 Sonny Gray - 57 Chad Green - 61 Ben Heller - -- Ronald Herrera - 65 Jonathan Holder - 48 Tommy Kahnle - 66 Bryan Mitchell - 47 Jordan Montgomery - 35 Michael Pineda ++ - 30 David Robertson - 52 CC Sabathia - 40 Luis Severino - 45 Chasen Shreve - 41 Caleb Smith - 19 Masahiro Tanaka - 43 Adam Warren | Catchers - -- Kyle Higashioka - 36 Erik Kratz - 27 Austin Romine - 24 Gary Sánchez Infielders - 67 Miguel Andújar - 26 Tyler Austin - 33 Greg Bird - 14 Starlin Castro - -- Garrett Cooper - 29 Todd Frazier - 18 Didi Gregorius - 12 Chase Headley - 74 Ronald Torreyes - 39 Tyler Wade Outfielders - 22 Jacoby Ellsbury - 77 Clint Frazier - 11 Brett Gardner - 31 Aaron Hicks - 99 Aaron Judge | Designated Hitter - 17 Matt Holliday Manager - 28 Joe Girardi Coaches - -- Jason Brown (Bullpen Catcher) - 62 Alan Cockrell (Hitting Coach) - 53 Joe Espada (Third Base Coach) - 60 Mike Harkey (Bullpen Coach) - -- Hideki Matsui (Special Advisor to General Manager) - 56 Tony Peña (First Base Coach) - 58 Larry Rothschild (Pitching Coach) - 63 Marcus Thames (Assistant Hitting Coach) - 59 Rob Thomson (Bench Coach) |